# Staromolino
Staromolino (en rus: Старомолино) és un poble del krai de Krasnoiarsk, a Rússia, que el 2012 tenia 82 habitants. Pertany al districte de Karatuzski.